# Comuna Gagnef
Gagnef (Gagnefs kommun) este o comună din comitatul Dalarnas län, Suedia, cu o populație de 10.023 locuitori (2013).

## Geografie

### Zone urbane
Lista celor mai mari zone urbane din comună (anul 2015) conform Biroului Central de Statistică al Suediei:
| Nr | Zona urbană      | Pop.  |
| -- | ---------------- | ----- |
| 1  | Djurås           | 2.128 |
| 2  | Mockfjärd        | 1.920 |
| 3  | Gagnef           | 1.199 |
| 4  | Floda/Dala-Floda | 701   |
| 5  | Björbo           | 658   |
| 6  | Bäsna            | 655   |

## Demografie
| \| Evoluția demografică în comuna Gagnef, 1970–2015 \| Evoluția demografică în comuna Gagnef, 1970–2015 \| Evoluția demografică în comuna Gagnef, 1970–2015 \| Evoluția demografică în comuna Gagnef, 1970–2015 \| Evoluția demografică în comuna Gagnef, 1970–2015 \| \| ----------------------------------------------------------------------------------------------------- \| ------------------------------------------------ \| ------------------------------------------------ \| ------------------------------------------------ \| ------------------------------------------------ \| \| An \| \| \| Locuitori \| \| \| 1970 \| 1970 \| \| 8 190 \| 8 190 \| \| 1975 \| 1975 \| \| 9 122 \| 9 122 \| \| 1980 \| 1980 \| \| 9 842 \| 9 842 \| \| 1985 \| 1985 \| \| 9 877 \| 9 877 \| \| 1990 \| 1990 \| \| 10 453 \| 10 453 \| \| 1995 \| 1995 \| \| 10 487 \| 10 487 \| \| 2000 \| 2000 \| \| 10 075 \| 10 075 \| \| 2005 \| 2005 \| \| 10 131 \| 10 131 \| \| 2010 \| 2010 \| \| 10 097 \| 10 097 \| \| 2015 \| 2015 \| \| 10 079 \| 10 079 \| \| Sursa: SCB - Statistika Centralbyrån, Folkmängd efter region, civilstånd, ålder och kön. År 1968–2016 \| \| \| \| \| |      |  |           |        |
| Evoluția demografică în comuna Gagnef, 1970–2015 |      |  |           |        |
| An |      |  | Locuitori |        |
| 1970 | 1970 |  | 8 190     | 8 190  |
| 1975 | 1975 |  | 9 122     | 9 122  |
| 1980 | 1980 |  | 9 842     | 9 842  |
| 1985 | 1985 |  | 9 877     | 9 877  |
| 1990 | 1990 |  | 10 453    | 10 453 |
| 1995 | 1995 |  | 10 487    | 10 487 |
| 2000 | 2000 |  | 10 075    | 10 075 |
| 2005 | 2005 |  | 10 131    | 10 131 |
| 2010 | 2010 |  | 10 097    | 10 097 |
| 2015 | 2015 |  | 10 079    | 10 079 |
| Sursa: SCB - Statistika Centralbyrån, Folkmängd efter region, civilstånd, ålder och kön. År 1968–2016 |      |  |           |        |